# Downesia linkei
Downesia linkei es una especie de insecto coleóptero de la familia Chrysomelidae.
Fue descrita científicamente en 1963 por Uhmann.